# Bourneville-Sainte-Croix
Bourneville-Sainte-Croix – gmina we Francji, w regionie Normandia, w departamencie Eure. W 2013 roku liczba ludności na terenie obecnej gminy wynosiła 1246 mieszkańców. 
Gmina została utworzona 1 stycznia 2016 roku z połączenia dwóch wcześniejszych gmin: Bourneville oraz Sainte-Croix-sur-Aizier. Siedzibą gminy została miejscowość Bourneville.